# Healthy Together
Healthy Together è un'app e un servizio di tracciamento dei contatti COVID-19 utilizzato per il tracciamento dei contatti digitale disponibile nello Utah, Stati Uniti d'America. È stato lanciato per la prima volta in aprile ed è diventato operativo il 30 giugno 2020.

## Sviluppo
Lo Utah ha pagato oltre 2,75 milioni di dollari per lo sviluppo dell'app. È stata offerta loro un'app simile chiamata "Distancing" gratuitamente la settimana successiva. Il distanziamento non pone domande sullo screening sanitario, mentre Healthy Together ha un quiz sullo screening sanitario. Un'altra differenza è che Healthy Together non utilizzava le funzionalità Bluetooth e in seguito l'ufficio del governatore ha cercato di aggiungere funzionalità come la geolocalizzazione interna a Healthy Together. I ritardi nell'aggiunta della funzionalità di geolocalizzazione hanno ritardato il rilascio dell'app più del previsto. L'app è diventata più difficile da utilizzare in modo efficace poiché le velocità di trasmissione del virus sono aumentate nello Utah.
Healthy Together non utilizza l'API Google/Apple per la tracciabilità del contratto e la notifica di esposizione. Healthy Together è attualmente utilizzato solo nello Utah, ma ha in programma di espandersi in altri stati e clienti aziendali.

## Privacy
Fino al 9 luglio 2020, Healthy Together ha raccolto i dati sulla posizione dai suoi utenti come funzionalità di attivazione.